# Westerkwartier (commune)
Westerkwartier (en groningois : Westerketier) est une commune néerlandaise, située dans la province de Groningue, créée le 1er janvier 2019, qui compte environ 63 000 habitants. Son chef-lieu est Zuidhorn.

## Population et société

### Démographie
Le 1er janvier 2019, la commune comptait 63 031 habitants.

## Géographie
Le territoire de la commune d'une superficie de 369,36 km2  occupe tout le sud-ouest de la province de Groningue et correspond pour l'essentiel à la région de Westerkwartier.

### Communes limitrophes
| Noardeast-Fryslân (Frise) |                    | Het Hogeland          |
| Achtkarspelen (Frise)     | Westerkwartier     | Groningue             |
| Smallingerland (Frise)    | Opsterland (Frise) | Noordenveld (Drenthe) |

## Histoire
La commune est créée le 1er janvier 2019 par la fusion des communes de Grootegast, Leek, Marum et Zuidhorn, ainsi que d'une partie de celle de Winsum.

## Lien externe

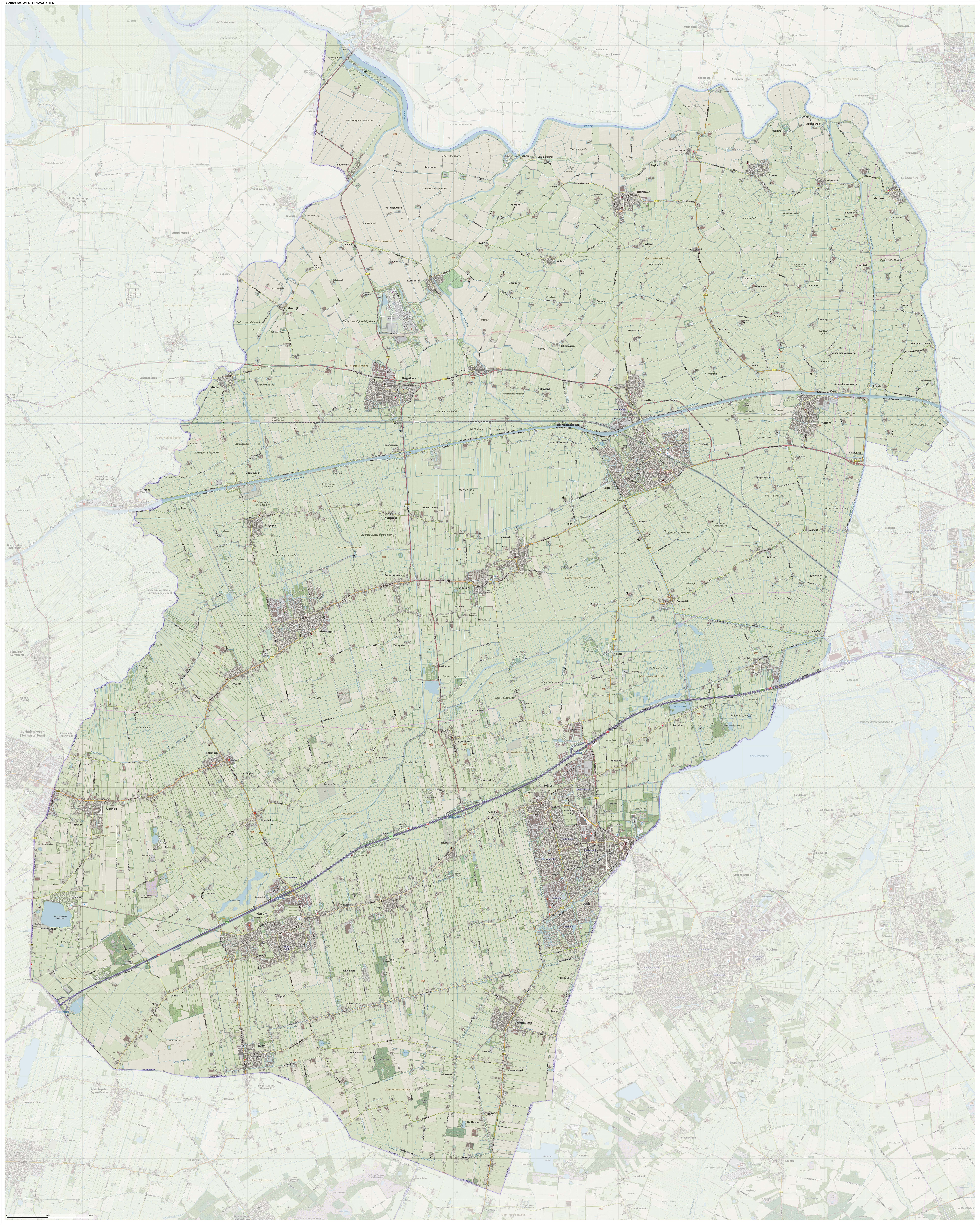
Plan détaillé de la commune de Westerkwartier